# Gorka Aguinagalde
Gorka Aguinagalde López (Vitoria, 7 de octubre de 1966) es un actor, humorista y cantante español.

## Biografía
Gorka Aguinagalde, comenzó sus estudios en el Taller de Artes Escénicas (TAE) de Vitoria, durante los años 1988 y 1990. Seguidamente y aún en 1990, realizó un curso de improvisación a cargo de Anton Font y otro de interpretación, impartido por Álex Angulo.
Al año siguiente realizó expresión corporal con Eric Thamers, seguido de acrobacia con Joan Serrats y clown con Beti Tobías. Ya en 1992, Gorka decidió recibir más conocimientos acerca de la interpretación, con lo que asistió también al curso de esta disciplina con Oscar Molina.
Finalmente puso fin a sus estudios entre 1991 y 1993, accediendo a la escuela de teatro "El Timbal" de Barcelona, para debutar en el mundo del cine en 1995 con Action Painting, por Roberto Cuesta.

## Filmografía

### Cine
| Año  | Título                               | Personaje              | Dirección                   |
| ---- | ------------------------------------ | ---------------------- | --------------------------- |
| 2022 | Los Reyes Magos: La Verdad           | Matías                 | Víctor García León          |
| 2022 | El cuarto pasajero                   | Operario de gasolinera | Álex de la Iglesia          |
| 2022 | La vida padre                        | Ignacio                | Joaquín Mazón               |
| 2020 | Ane                                  | Jorge                  | David Pérez Sañudo          |
| 2019 | Perdiendo el este                    |                        | Paco Caballero              |
| 2017 | Errementari (El herrero y el diablo) | Teniente               | Paul Urkijo Alijo           |
| 2015 | Rey Gitano                           | Topo                   | Juanma Bajo Ulloa           |
|      | El secreto de Amila                  | Olentzero (voz)        | Gorka Vázquez               |
| 2014 | Bendita calamidad                    | Caín                   | Gaizka Urresti              |
| 2014 | Negociador                           | Javi                   | Borja Cobeaga               |
| 2012 | La conspiración                      | Fal Conde              | Pedro Olea                  |
| 2011 | Sabin                                |                        | Patxi Barko                 |
| 2011 | Fuga de cerebros 2: Ahora en Harvard |                        | Carlos Therón               |
| 2009 | La máquina de pintar nubes           | Joseba                 | Aitor Mazo y Patxo Telleria |
| 2009 | Secretos de cocina                   | Churchill              | Aitzpea Goenaga             |
| 2008 | La buena nueva                       | Hugo                   | Helena Taberna              |
| 2006 | El síndrome de Svensson              | Bruna/Norman/Picolo1   | Kepa Sojo                   |
|      | Olé                                  | Poliziotto             | Carlo Vanzina               |
| 2004 | Frágil                               | Amigo 1                | Juanma Bajo Ulloa           |
| 2004 | Escuela de seducción                 | Matías                 | Javier Balaguer             |
| 2004 | Torapia                              | Sargento Pelayo        | Karra Elejalde              |
| 2002 | El robo más grande jamás contado     | Agente 2               | Daniel Monzón               |
| 2001 | Visionarios                          | Martín                 | Manuel Gutiérrez Aragón     |
| 2001 | Gente pez                            | Higinio                | Jorge Iglesias              |
| 2001 | El palo                              | Policía 2              | Eva Lesmes                  |
| 2000 | La comunidad                         | Camillero 1            | Álex de la Iglesia          |
| 2000 | Año mariano                          | Cabo Alcázar           | Karra Elejalde              |
| 1999 | Muertos de risa                      | Objetor de SAMUR       | Álex de la Iglesia          |
| 1997 | Suerte                               | Agente 1               | Ernesto Tellería            |
| 1997 | Airbag                               | Cabo Guardia Civil     | Juanma Bajo Ulloa           |

### Televisión
- Ana y los 7 (2004-2005, La 1)
- El comisario (2005, Telecinco)
- Mi querido Klikowsky (2005-2008, EiTB) como Arkaitz Gorri
- Hermanos y detectives, (2008-2009, Antena 3) como Quisquilla
- Doctor Mateo (2010, Antena 3)
- Los hombres de Paco (2010, Antena 3) como Padre Telmo Sistiaga
- Ciudad K (2010-2011, La 2) como Funcionario de patentes / Profesor
- Luna, el misterio de Calenda (2012-2013, Antena 3) como Francisco Elías, alcalde de Calenda
- Cuéntame cómo pasó (2013, La 1) como Nino Ruiz
- B&b, de boca en boca (2014, Telecinco) como Andrés Aguinealde
- Allí abajo (2015-2019, Antena 3) como Koldo Intxaustegui
- Benidorm (2020, Antena 3) como Ander Kortabarría "Korta"
- El pueblo (2023, Amazon Prime Video y Telecinco) como Agente policía

## Teatro
Coordinador del grupo de teatro Sobradún, donde participó en los siguientes montajes:
- Herminio y Miguelito
- 30 millones de gilipollas
- No hay huevos